# 塔斯克里奧特
36°34′N 5°15′E / 36.567°N 5.250°E

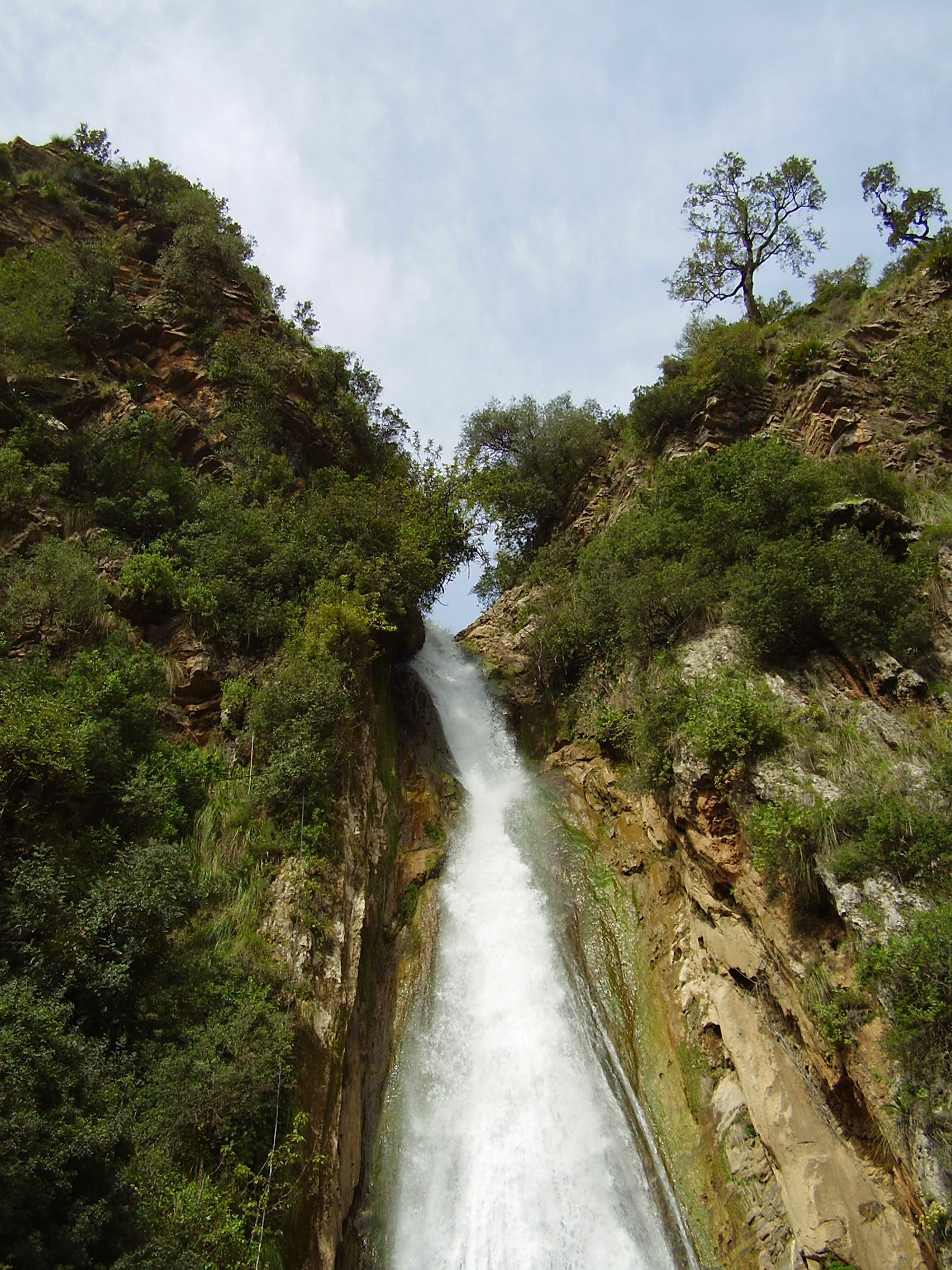

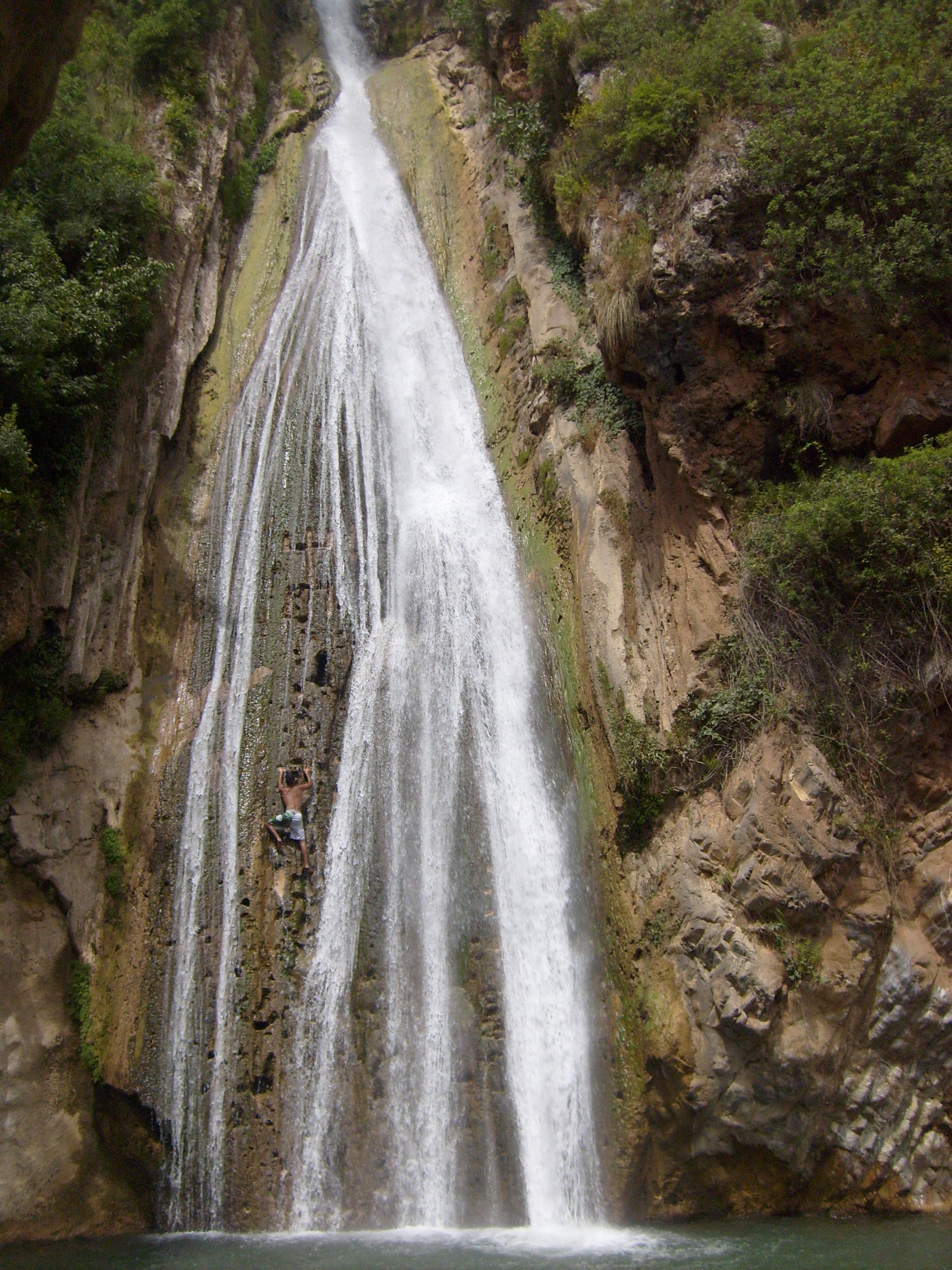

塔斯克里奧特（阿拉伯语：‎，羅馬化：Taskriout），是阿爾及利亞的城鎮，位於該國北部貝賈亞省，由達爾吉納區負責管轄，面積31平方公里，2008年人口數為16,653人，人口密度每平方公里536人。